# 細眼羊舌鮃
細眼羊舌鮃為輻鰭魚綱鰈形目鰈亞目鮃科的其中一種，為亞熱帶海水魚，分布於東印度洋澳大利亞西部海域，棲息深度5-60公尺，體長可達13.1公分，棲息在底層水域，生活習性不明。

## 扩展阅读
維基物種上的相關：細眼羊舌鮃